# Los Muértimer
Los Muértimer es una película española de comedia de terror de 2025, dirigida por Álvaro Fernández Armero y escrita por Jelen Morales, basada en el cómic homónimo francés de Léa Mazé. Está protagonizada por Diego Montejo, Iratxe Emparan, Adrián Checa, Bruna González y Melani García. Se estrenó en Madrid el 16 de julio de 2025, y tiene previsto su estreno en cines españoles para el 14 de agosto de 2025, con distribución de Paramount Pictures España.

## Trama
Cuando Nico Muértimer (Diego Montejo), hijo de los propietarios de la única funeraria del pueblo, y Gabi (Iratxe Emparan), la estudiante de intercambio que se está alojando con ellos, descubren un cadáver y unas joyas robadas en el cementerio, empiezan a recibir amenazas de muerte. Cuando sus acosadores habituales – Marc (Adrián Checa), Sofía (Bruna González) y Raquel (Melani García) – aprovechan para meterse con ellos por enésima vez, los cinco adolescentes son perseguidos. Con el fin de salvar sus vidas, los cinco aliados improbables tendrán que unir fuerzas para investigar el caso y salvar sus vidas.

## Reparto
- Diego Montejo como Nico Muértimer
- Iratxe Emparan como Gabi
- Adrián Checa como Marc
- Bruna González como Sofía
- Melani García como Raquel
- Belén Rueda
- Alexandra Jiménez como Marisa
- Víctor Clavijo como Sebastián Muértimer
- Fele Martínez

## Producción
El 19 de julio de 2025, se anunció que había comenzado el rodaje de una adaptación al cine de la trilogía de cómics Los Muértimer de Léa Mazé, bajo la dirección de Álvaro Fernández Armero y la producción de Álex de la Iglesia y Carolina Bang, a través de su productora Pokeepsie Films, junto con Telecinco Cinema. El guion de la película fue escrito por Jelen Morales, mientras que Víctor Clavijo, Alexandra Jiménez, Fele Martínez, Belén Rueda, Pepe Lorente, Diego Montejo, Iratxe Emparan y Melani García fueron confirmados como los actores protagonistas de la película. El rodaje tuvo lugar a lo largo de siete semanas en varias localizaciones de Vizcaya, comenzando en Orduña.

## Lanzamiento y marketing
El 5 de mayo de 2025, Paramount Pictures España lanzó el primer póster y las primeras imágenes de Los Muértimer y programó su estreno en cines para el 14 de agosto de 2025. A finales de ese mismo mes, Paramount lanzó el tráiler de la película.